# Ахиллобурсит
Ахиллобурсит — воспаление синовиальной сумки, которая окружает ахиллово сухожилие. Ахиллово сухожилие — самое мощное сухожилие в организме, оно соединяет мышцы голени с пяточной костью сзади. Основной причиной ахиллобурсита является, как правило, длительная нагрузка. Это — ходьба, бег, ношение неудобной обуви (тесной, на высоком каблуке), а также избыточный вес. Человек испытывает боль при ходьбе в области пятки, наблюдаются покраснение и отёк в области голеностопного сустава. В случае присоединения инфекции и нагноения сустава, возможно развитие более тяжёлых осложнений в виде гнойного бурсита, флегмоны и сепсиса.

## Диагностика ахиллобурсита
Диагноз ставится на основании характерной клинической картины и наличия жидкости в суставе, которая выявляется при пункции суставной капсулы. Для дифференциальной диагностики с другими заболеваниями, необходимо рентгенологическое исследование.

## Лечение ахиллобурсита
Для лечения необходимо, прежде всего, обеспечить покой суставу, для чего накладывается давящая и согревающая повязка, проводится фиксация сустава. Если бурсит самостоятельно не проходит в течение длительного времени, то производят прокол суставной капсулы и удаляют жидкость с последующим введением в полость сустава антибиотиков и глюкокортикоидов. В случае развития гнойного бурсита, показано хирургическое вскрытие суставной капсулы с установкой дренажей и вторичным заживлением без ушивания раны. В случае простого длительно бурсита возможна хирургическая коррекция с иссечением части растянутой капсулы, которая проводится амбулаторно.

## Профилактика ахиллобурсита
В целях профилактики необходимо избегать травм суставов, носить специальные фиксаторы, которые защищают суставную капсулу, а при получении ран своевременно обрабатывать их антисептиками.